# شب‌پره تنبل

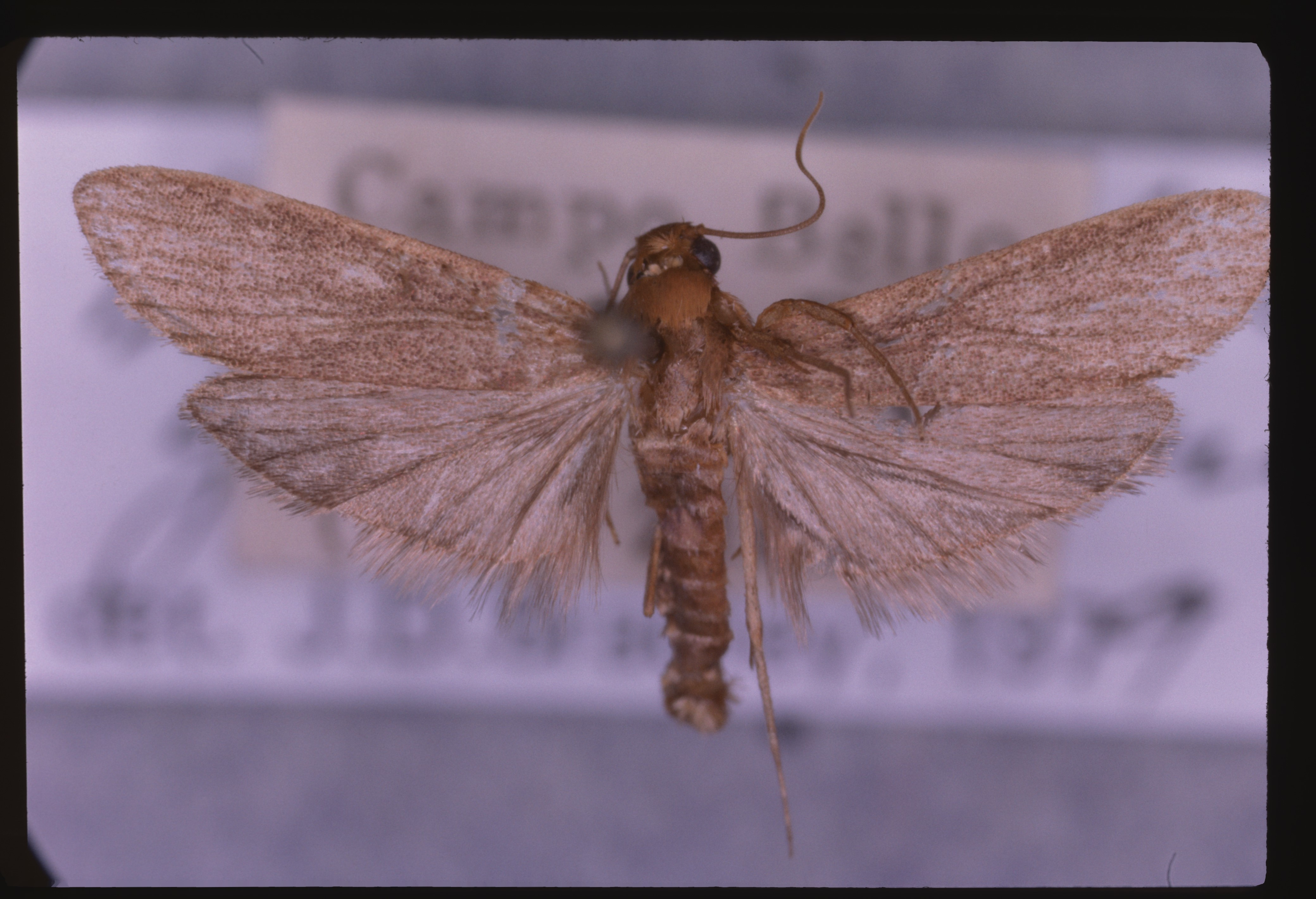
Bradypophila garbei، گونه‌ای از شب‌پره تنبل است.

شب‌پره تنبل (به انگلیسی: Sloth moth) شب‌پره‌ای همزاد است که به‌طور انحصاری در پوست تنبل‌ها زندگی می‌کند و از سرگین تنبل‌ها به عنوان بستری برای مراحل آغازین تولیدمثل استفاده می‌کند. شب‌پره‌های تنبلی عبارتند از Bradypodicola hahneli , Cryptoses choloepi , Cryptoses waagei , Cryptoses rufipictus , و Bradypophila garbei.

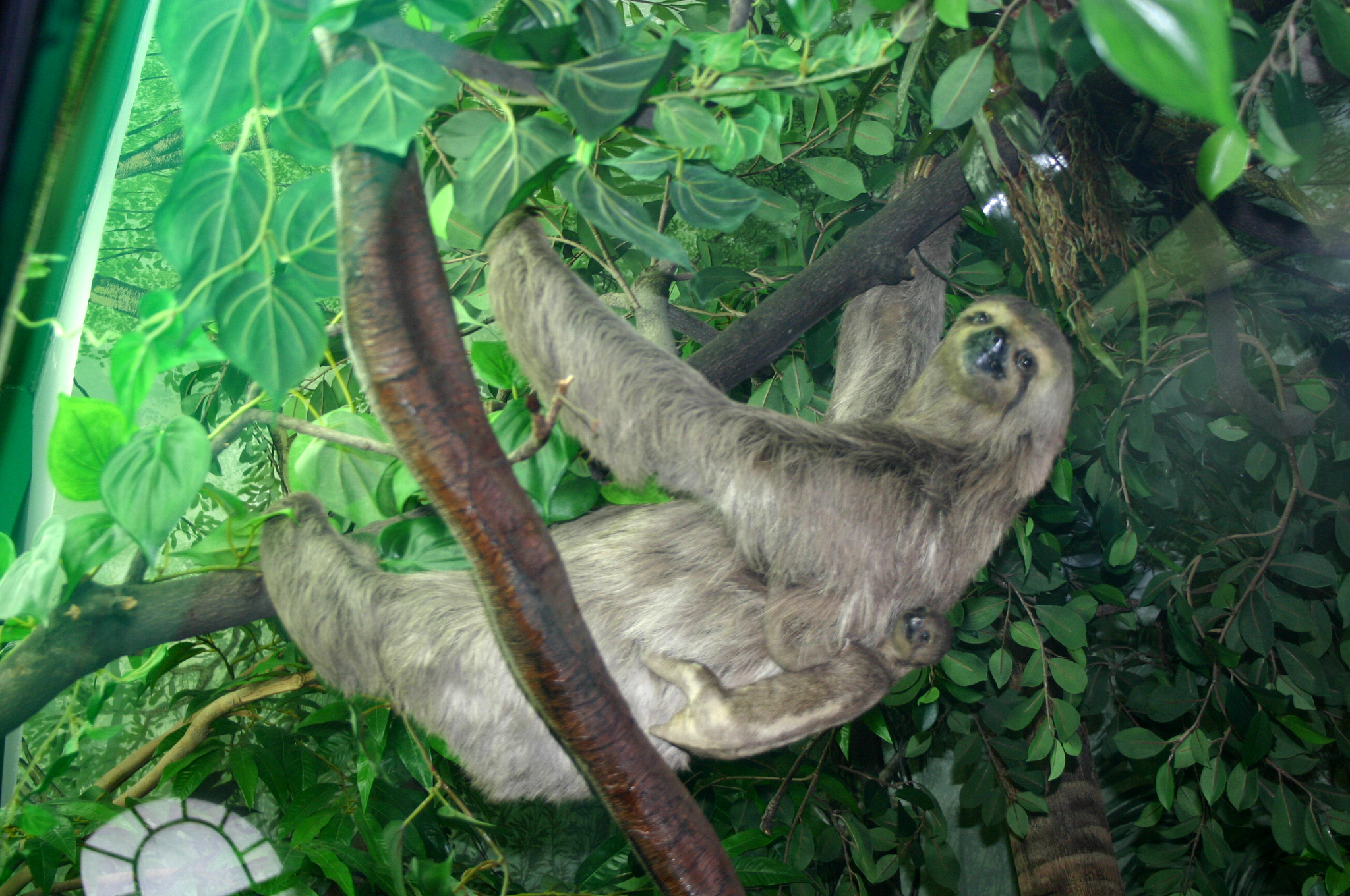
تنبل گلوکم‌رنگ (Bradypus tridactylus)